# زيبك

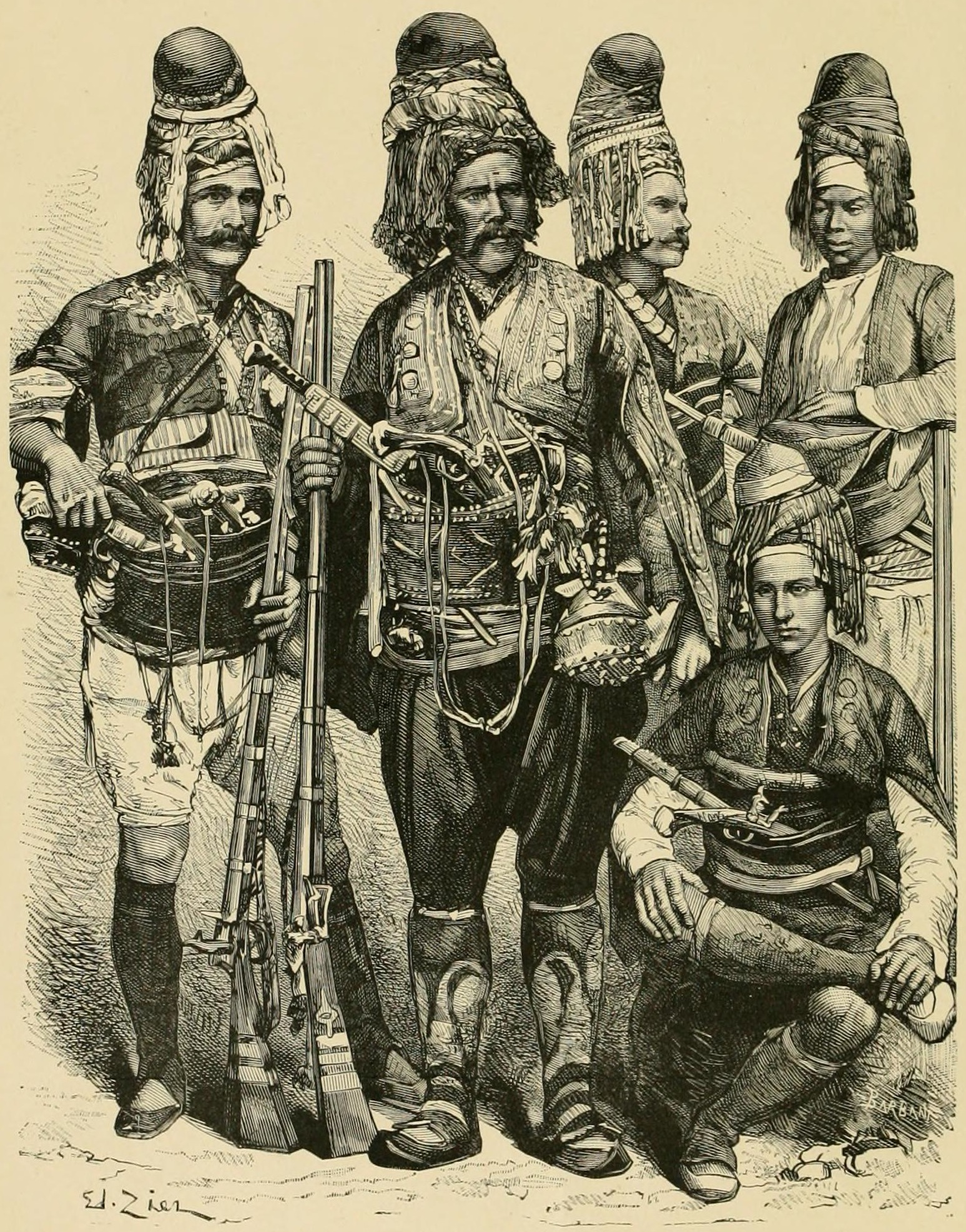
مجموعة الزيبك

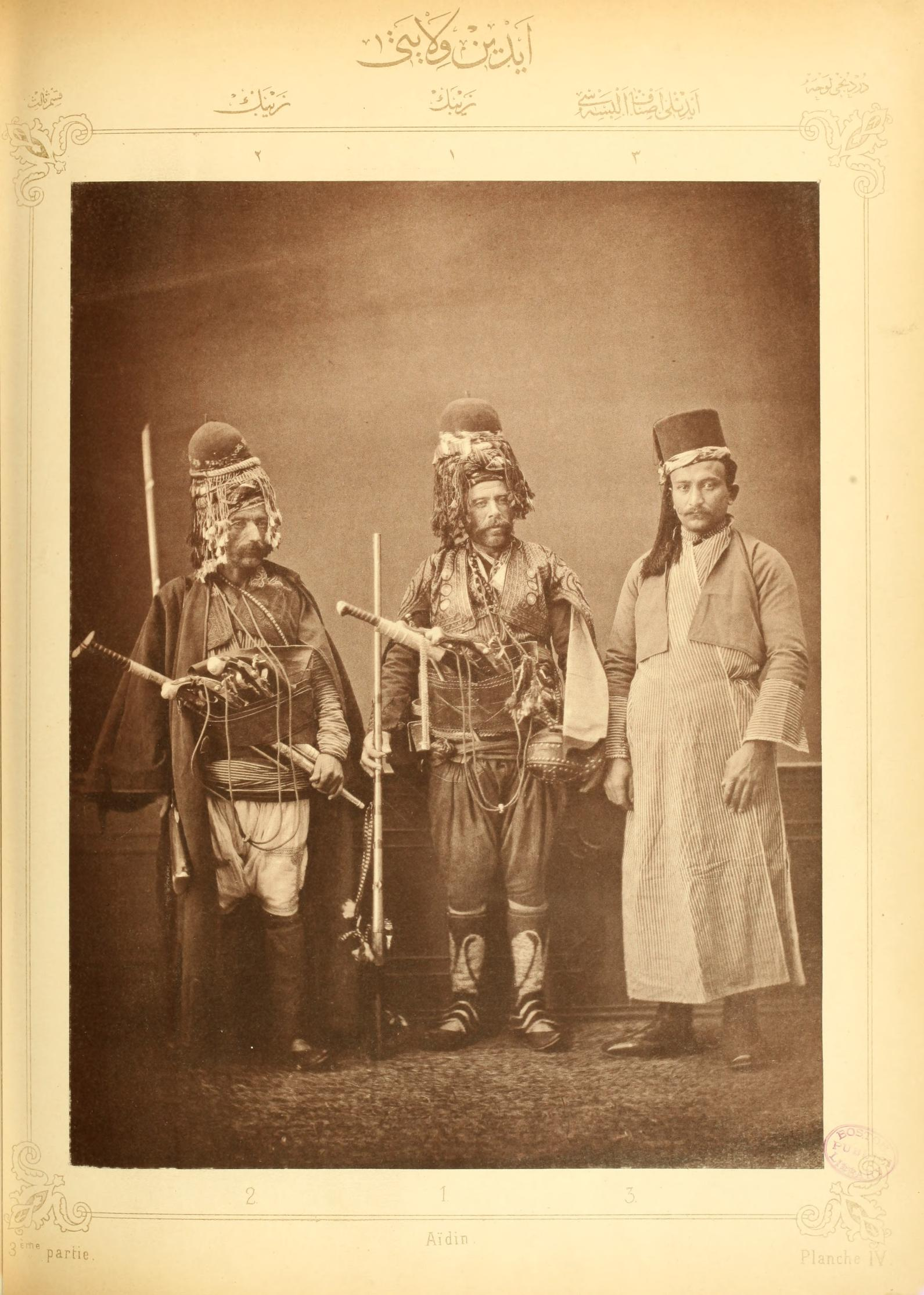
اثنين من الزيبك في ملابسهم 1873م

زَيبَك (باليونانية: Ζεϊμπέκοι)‏ (بالتركية العثمانية: زیبك)‏، كانوا من ميليشيات غير النظامية ومقاتلي حرب عصابات عاشوا في منطقة بحر إيجة التابعة للدولة العثمانية من أواخر القرن السابع عشر إلى أوائل القرن العشرين.

## التاريخ
أصولهم محل نقاش. تزعم مصادر تركية أنهم أتراك. يذكر أحد المصادر أن الزيبك ظهروا لأول مرة في القرن الثالث عشر وكانوا من التركمان الذين استقروا في منطقة بحر إيجة. ويربطهم آخر بالمتمردين التركمان الجلاليين في القرن السادس عشر، يدعي كاتب آخر أن الزيبك كانوا جنود مشاة خفيفة مكونة من قبائل تركمانية موالية للدولة السلجوقية. وفقًا للمؤرخ العثماني عاشق باشا زاده، من القرن الخامس عشر، فقد كان الزيبك غزاة مسلمين يحمون حدود الأناضول. في المجتمع التركي، يُنظر إلى آل زيبك ويوروك على أنهم نفس الأشخاص. ينتمي العديد من الزيبكيين المشهورين مثل يورك علي إيفي وديميرشي محمد إيفي إلى قبائل يوروك.
تقليديًا، عملوا حماةً لسكان القرى ضد الملاك وقطاع الطرق وجباة الضرائب. زعيم عصابة الزيبك كان يسمى إيفي وكان جنوده معروفين إما بزيبك أو كيزان. استُخدم مصطلح «إيفي» للإشارة إلى زعماء مجموعات الزيبك، بينما كان مصطلح «كيزان» تحت قياد الزيبك. وفقًا للعالم اللغوي الأرمني التركي سيفان نيشانيان، فإن أصل مصطلح «إيفي» إما يوناني (efevos، ومعناه «شاب شجاع») أو تركي (eğe، ece، ebe، ومعناه «الأخ الأكبر» في الأصل التركي القديم). كما أن أصل مصطلح «زيبك» حسب نيشانيان غير واضح. وفقًا لنيشانيان، فالمصطلح قد يكون من أصل تركي أو عربي تزعم بعض المصادر أن الكلمة تطورت من سوبك، حيث تعني باللغة التركية القديمة سو «الجيش والجنود» فيما تعني بك «السيد (وبمعنى أدق بك)». وفقًا لأونور أكدوجو، فقد تطور الاسم من سيبك، والتي تعني «الوصي القوي» باللغة التركية القديمة. ووفقًا لبول فيتيك، فقد تطورت من اسم "Salpakis Mantachias" الذي استخدمه المؤرخ البيزنطي جورج باتشميريس لـبنو منتشا بك، الذي أسس بايات منتشا في جنوب غرب الأناضول. مصطلح «كيزان» من أصل تركي ويعني «ولد». تم استخدام كيزان بشكل عام لآل زيبك المعينين حديثًا أو عديمي الخبرة. كان هناك عمومًا ديمقراطية قبلية داخل المجموعة. تم اتخاذ القرارات بطريقة ديمقراطية. وبعد اتخاذ القرار، كان لدى إيفي سلطة غير قابلة للجدل. لقد اتبعوا طقوسًا محددة لجميع الأعمال؛ على سبيل المثال، كانت ترقية الكيزان إلى زيبك مشابهة جدًا لطقوس آخية.
من القرن السابع عشر إلى القرن التاسع عشر، تطور الزيبك ليصبحوا خارجين عن القانون وقطاع طرق يرهبون منطقة بحر إيجة. كان العثور على تجمعات كبيرة للزيبك على ساحل بحر إيجة في غرب الأناضول، بالقرب من مدينة إزمير (باليونانية: سميرنا) وماغنيسيا ممكنًا قبل معاهدة لوزان وتأسيس جمهورية تركيا. وبعد الإنزال اليوناني في سميرنا قاتلوا ضد الاحتلال اليوناني لغرب تركيا. بعد تشكيل الجيش الوطني التركي، خلال الحرب التركية اليونانية (1919–1922)، انضم معظمهم إلى القوات النظامية وواصلوا مقاومتهم. خلال حرب الاستقلال التركية وبعدها، لم يعد يُنظر إليهم على أنهم قطاع طرق وخارجين عن القانون، وصار ينظر لهم كأبطال، وقوى وطنية تقاتل ضد قوة أجنبية وغير مسلمة. يوجد تقرير باللغة الإنجليزية عن دولتي زيبك ويوروك يقول: «هؤلاء الناس يكرهون الإغريق، وهم معروفون ببطولتهم».

## الثقافة
لدى الزيبك رقصة تسمى رقصة زيبك (أو زيبكيكو في اليونان). هناك رقصات مختلفة للزيبك في تركيا. جاءت النسخة اليونانية للرقصة من قبل اليونانيين من إزمير إلى اليونان، والتي كانت تسمى «تركيكوس»،  ولكن هذا الاسم لم يعد مستخدمًا بعد الآن. لا تزال الأغاني الرومانسية عن شجاعتهم تحظى بشعبية في الموسيقى الشعبية التركية واليونانية. كان سيف اليطقان سلاحهم الأساسي، لكن معظمهم كان يحمل أسلحة نارية أيضًا.